# Корбаков, Владимир Николаевич
Влади́мир Никола́евич Корбаков (5 июня 1922, Казариново, Вологодская губерния — 28 октября 2013, Вологда) — советский и российский художник, народный художник Российской Федерации (1998), действительный член РАХ.

## Биография
Детство и юность художника прошли в Вологде. Он подружился с учеником реставратора иконописи в Вологодском областном музее, а через него — с мастером миниатюры и реставратором. Окончил семилетнюю школу в 1940 году, учился в студии при Союзе художников, а в 1941 году устроился на работу в мастерскую Художественного Фонда. В 1941 году добровольцем ушёл на фронт. В 1942 году в боях под Москвой был тяжело ранен и перенёс четыре операции. После излечения вернулся в боевой строй и служил матросом в Беломорской флотилии. За участие в боевых действиях награждён Орденом Славы III степени и орденом Отечественной войны I степени, медалями. Командование направило его в Московское художественное училище инвалидов Великой Отечественной войны, где он проходил обучение с 1946 по 1951 годы.
В 1951 году с отличием окончил училище и стал студентом Московского государственного художественного института им. В. И. Сурикова. В 1958 году вернулся в Вологду, в 1959 году его приняли в члены Союза художников, в 1972 году ему присвоено звание заслуженного художника РСФСР. Он был председателем (с 1964 по 1977 год) Вологодской организации Союза художников РСФСР. Его работы находятся в фондах областной картинной галереи.
Скончался 28 октября 2013 года в Вологде вследствие инсульта.
Похоронен на Пошехонском кладбище .

### Семья
- Брат: Иван Николаевич Корбаков (1913, Казариново — 3 декабря 1939, Петсамо) — художник.
- Жена — Светлана Михайловна (род. 1954) — член-корреспондент РАХ, заведующая музейно-творческим центром В. Н. Корбакова в Вологодской областной картинной галерее[2].
- Дети: Николай (1958, Вологда) — художник; дочери: Наталья Корбакова (1984 г. р.) и Татьяна Корбакова (1986 г. р.).

## Награды и звания
- 12 апреля 1972 — Заслуженный художник РСФСР.
- 1997 — Почётный гражданин города Вологды.
- 13 октября 1998 — Народный художник России — за большие заслуги в области искусства[3].
- 2001 — член-корреспондент Российской академии художеств.
- 19 декабря 2002 — Медаль ордена «За заслуги перед Отечеством» II степени — за многолетнюю плодотворную деятельность в области культуры и искусства[4].
- 2006 — Государственная премия по Вологодской области в области литературы и искусства за 2005 год за живописный цикл «Страницы истории», посвященный 100-летию Русско-японской войны 1904—1905 годов.
- 2007 — действительный член Российской академии художеств.
- 2007 — Золотая медаль Российской академии художеств.
- 2008 — Золотая медаль Союза художников России.
- 29 декабря 2012 — Орден Почёта — за большой вклад в развитие отечественной культуры и искусства, многолетнюю плодотворную деятельность[5].
- 2014 — Международная премия «Балтийская звезда» в номинации «Память» (посмертно)[6].

## Поэтическое творчество
- Стихи В. Н. Корбакова